# Cuenca de Campos
Cuenca de Campos è un comune spagnolo di 270 abitanti situato nella Provincia di Valladolid, nella comunità autonoma di Castiglia e León.